# Дыдыкин, Валерий Викторович
Валерий Викторович Дыдыкин (род. 4 марта 1986, Челябинск) — российский хоккеист, защитник.

## Биография
Воспитанник челябинского «Трактора», тренеры Владимир Пыжьянов, Виктор Перегудов. Выступал за команды «Трактор-2» (2001/02 — 2004/05, 2006/07 — 2007/08), «Трактор» (2005/06 — 2008/09), «Лада» Тольятти (2008/09 — 2009/10). 19 мая 2010 года подписал контракт с «Трактором», но 1 сентября соглашение было расторгнуто. Играл за «Металлург» Новокузнецк (2010/11, 2013/14), «Ермак» Ангарск (2010/11 — 2011/12), «Донбасс» Донецк (ВХЛ, 2011/12), «Донбасс-2» (чемпионат Украины, 2012/13), «Ариада» Волжск и «Кубань» Краснодар (2013/14), «Сокол» Красноярск (2014/15).
Победитель высшей лиги 2005/06. Чемпион Украины 2012/13.
Детский тренер.